# Jan Sinapius (młodszy)
Jan Sinapius (ur. 11 września 1667 w Tepli, zm. 5 października 1725 w Legnicy) – śląski historyk, dramatopisarz i nauczyciel.

## Życiorys
Jan Sinapius urodził się 11 września 1667 roku w Tepli na terenie obecnej Słowacji, jego ojcem był poeta Daniel Sinapius. W czasie prześladowań protestantów na terenie Słowacji Daniel Sinapius przebywał przez dziesięć lat w Polsce, a od 1677 roku był rektorem szkoły w Nowym Bojanowie, dzięki czemu Jan znał język polski. Jego stryjem był Jan Sinapius (starszy).
Sinapius kształcił się m.in. w Halle i Lipsku, a następnie w wieku 25 lat przyjechał do Oleśnicy, by 28 czerwca 1692 roku objąć stanowisko bibliotekarza w gimnazjum książęcym. W 1694 roku Sinapius poślubił Elisabeth Titz, z którą miał sześcioro dzieci. W 1700 roku został awansowany na dyrektora szkoły i przez kilkanaście miesięcy nauczał synów księcia Krystiana: Krystiana Ulryka i Karola Fryderyka.
W okresie pobytu w Oleśnicy napisał oraz przygotował do druku obszerną monografię Oleśnicy „Olsnographia” oraz księgę heraldyczną Śląska „Kuriositäten des schlesischer Adels”.
Będąc rektorem szkoły napisał kilka sztuk, które miały być wystawiane przez jego uczniów, jest także autorem publikacji poświęconych zdarzeniom związanym z miastem i rodem książecym, które emitowano w latach 1702−1707.
Za swoją działalność w Oleśnicy Sinapius i jego brat Daniel zostali nobilitowani. 14 maja 1707 roku Sinapius wyjechał z Oleśnicy, by objąć stanowisko rektora szkoły w Legnicy.
Zmarł w Legnicy 5 października 1725 roku.